# Tim Michels
Timothy James Michels (ur. 7 sierpnia 1962 w Lomira) – amerykański biznesmen i polityk. Współwłaściciel i wiceprezes w rodzinnej firmie budowlanej – Michels Corporation, zatrudniającej ponad 8 tys. pracowników. Członek Partii Republikańskiej i kandydat w wyborach na gubernatora stanu Wisconsin w roku 2022. 

## Biografia
Dorastał w Brownsville, w stanie Wisconsin, gdzie jego rodzinna firma została założona i nadal ma swoją siedzibę. Uzyskał tytuł licencjata nauk politycznych na St. Norbert College. Oficjalnie dołączył do firmy w 1996 roku, po odbyciu służby wojskowej. W latach 1984–1996 pełnił w armii funkcję oficera piechoty powietrznodesantowej. Zakończył służbę w stopniu majora.  W 1997 roku otrzymał tytuły MBA na University of Chicago i MPA na Illinois Institute of Technology.
W 2004 roku przegrał wyścig do Senatu USA z demokratycznym senatorem Russem Feingoldem i był głównym darczyńcą dla polityków GOP. Pełnił funkcje kierownicze w różnych organizacjach, w tym Wisconsin Manufacturers & Commerce, Wisconsin Transportation Builders Association i Transportation Development Association. Jest dyrektorem zarządzającym R1VER, wielofunkcyjnego osiedla rodziny Michels, w jednej z dzielnic Milwaukee.
W wyborach na gubernatora w roku 2022 otrzymał poparcie byłego prezydenta Donalda Trumpa i w prawyborach republikańskich pokonał faworytkę Rebekę Kleefisch stosunkiem głosów 47,2% do 42,0%. Zarówno Michels, jak i Kleefisch poparli twierdzenie Trumpa, jakoby wybory prezydenckie w 2020 roku zostały sfałszowane. Przegrał z urzędującym gubernatorem Tonym Evers'em stosunkiem głosów 47,8% do 51,2%. 

## Życie osobiste
Tim i jego żona Barbara mieszkają w Hartland, w stanie Wisconsin. Mają troje dorosłych dzieci. Jego miejsce zamieszkania zostało kwestionowane, a raport Wisconsin Right Now wyszczególnił ponad 30 milionów dolarów w nieruchomościach zakupionych przez Michelsa w Connecticut i w Nowym Jorku, w latach 2015–2020. Także cała trójka dzieci Michelsa uczęszczała do szkół średnich w Connecticut i Nowym Jorku. W odpowiedzi przyznał, że mieszkał tam na pół etatu.

## Poglądy
Nominowany na gubernatora powiedział, że zainteresował się wyścigiem w wyborach po tym jak zauważył, że kraj przesuwa się w kierunku socjalizmu, a jego priorytetami są praca i gospodarka. Michels stanowczo sprzeciwia się prawom do aborcji, oraz przysiągł egzekwować surowe 173-letnie prawo stanowe, które weszło w życie po obaleniu Roe v. Wade jeśli zostanie wybrany na gubernatora. Poparł także konstytucyjny zakaz małżeństw osób tej samej płci.